# Capalbio (vino)
Il Capalbio è una DOC riservata ad alcuni vini la cui produzione è consentita nelle provincia di Grosseto.

## Zona di produzione
La zona di produzione comprende parte del territorio dei seguenti comuni:
Provincia di Grosseto
- Capalbio
- Manciano
- Magliano
- Orbetello

## Storia
Nell'area di produzione del vino Capalbio DOC esistono testimonianze della coltivazione della vite che risalgono al periodo etrusco, greco e romano, come testimoniano reperti rinvenuti; presso Marsiliana è stato rinvenuto un numero consistente di pithoi (recipienti per la raccolta del vino proveniente dalla pigiatura), probabilmente poiché la zona corrispondeva a un vero e proprio centro di raccolta per i vini che provenivano dalle aree più interne.
In epoca romana si ebbe un notevole miglioramento delle tecniche di vinificazione, tecniche in uso fino al medioevo; in questo periodo storico, la coltivazione della vite acquistò particolare, tanto che governanti e feudatari riconobbero la necessità di concedere terre adatte per questa coltura e apposite norme per la tutela.

## Tecniche di produzione
Nella coltivazione di uva destinata alla produzione di Capalbio DOC è ammessa l'irrigazione di soccorso; i nuovi impianti e reimpianti devono avere una densità di almeno 3.300 ceppi per ettaro.
Il vino Capalbio DOC con menzione "Riserva" deve essere sottoposto ad invecchiamento per almeno 24 mesi, di cui almeno 6 in botti di legno.
Le uve destinate alla produzione del Vin Santo devono essere sottoposte ad appassimento naturale fino a raggiungere un grado zuccherino di almeno 26,6 %.
Per la tipologia Vin Santo è previsto un affinamento di 24 mesi in recipienti di legno (max. 300 lt.) a partire dal 1 gennaio successivo alla vendemmia. Immissione al consumo non può avvenire prima del 1º novembre del terzo anno successivo a quello di produzione delle uve.
Sulle etichette è obbligatorio riportare l'annata di produzione delle uve.

## Disciplinare
Il Capalbio DOC è stato istituito con DM 21 maggio 1999 pubblicato sulla Gazzetta Ufficiale n. 127 del 2 giugno 1999.
Successivamente è stato modificato con:
- Rettifica G.U. 222 – 21.09.1999
- DM 24.11.2011 G.U. 287 – 10.12.2011
- DM 30.11.2011 G.U. 295 – 20.12.2011
- DM 12.07.2013 Pubblicato sul sito ufficiale del Mipaaf Sezione Qualità e Sicurezza - Vini DOP e IGP
- La versione in vigore è stata approvata con DM 07.03.2014 Pubblicato sul sito ufficiale del Mipaaf Sezione Qualità e Sicurezza Vini DOP e IGP.[1]

## Tipologie

### Capalbio bianco
| uvaggio                        | Trebbiano toscano min.50 % Uve a bacca bianca provenienti da altri vitigni idonei alla coltivazione per la regione Toscana, con esclusione del Moscato bianco. max. 50 % |
| titolo alcolometrico minimo    | 10,50 % vol. |
| acidità totale minima          | 5,0 g/l. |
| estratto secco minimo          | 15,00 g/l |
| resa massima di uva per ettaro | 115 q. |
| resa massima di uva in vino    | 70 % |

È consentito l'uso della menzione "vigna".

#### Caratteri organolettici
- Aspetto: giallo paglierino;
- Olfatto: fresco, leggermente fruttato, con sentori erbacei;
- Gusto: secco, abbastanza sapido e vivace.

#### Abbinamenti consigliati
Primi piatti a base di pesce. pesce al forno o arrosto, antipasti di pesce:
- bagnet verd: acciughe dissalate in salsa verde[4]
- acciughe sotto sale, dissalate e poste sott'olio
- pasta d'acciughe

### Capalbio Vin Santo
| uvaggio                        | Trebbiano toscano min. 50 % Altre uve a bacca bianca provenienti da altri vitigni idonei alla coltivazione per la regione Toscana, con esclusione del Moscato bianco max 50 % |
| titolo alcolometrico minimo    | 16,00% vol. |
| acidità totale minima          | 5,0 g/l. |
| estratto secco minimo          | 21,00 g/l |
| resa massima di uva per ettaro | 115 q. |
| resa massima di uva in vino    | 35 % (al terzo anno di affinamento) |

#### Caratteri organolettici
- Aspetto: giallo ambrato;[5]
- Olfatto: etereo, caratteristico;[5]
- Gusto: armonico, vellutato, molto rotondo se amabile.[5]

#### Abbinamenti consigliati
Biscotti e pasticcini, in particolar modo quelli della tradizione toscana (cantuccini, panforte), formaggi erborinati.

### Capalbio Vermentino
| uvaggio                        | Vermentino min. 85 % Vitigni a bacca bianca idonei alla coltivazione nella regione Toscana, con esclusione del Moscato bianco max 15% |
| titolo alcolometrico minimo    | 10,50 % vol. |
| acidità totale minima          | 5,0 g/l. |
| estratto secco minimo          | 15,00 g/l |
| resa massima di uva per ettaro | 115 q. |
| resa massima di uva in vino    | 70 % |

#### Caratteri organolettici
- Aspetto: giallo paglierino più o meno intenso, talvolta con riflessi verdognoli;[6]
- Olfatto: delicato, caratteristico e fruttato;[6]
- Gusto: asciutto, sapido;[6]

#### Abbinamenti consigliati
Antipasti di pesce, pesce al forno o alla griglia, primi piatti di pesce.

### Capalbio rosato
| uvaggio                        | Sangiovese min 50 % Vitigni a bacca nera idonei alla coltivazione nella regione Toscana, escluso Aleatico max 50 %. |
| titolo alcolometrico minimo    | 10,00 % vol. |
| acidità totale minima          | 5,0 g/l. |
| estratto secco minimo          | 16,00 g/l |
| resa massima di uva per ettaro | 110 q. |
| resa massima di uva in vino    | 70 % |

E' consentito l'uso della menzione "vigna" e deve subire un affinamento minimo fino al 31 dicembre dell'anno della vendemmia.

#### Caratteri organolettici
- Aspetto: rosa cerasuolo;[7]
- Olfatto: vinoso, fruttato, fresco;[7]
- Gusto: secco, caratteristico.[7]

#### Abbinamenti consigliati
Pesce al forno o alla griglia.

### Capalbio rosso
| uvaggio                        | Sangiovese min 50 % Vitigni a bacca nera idonei alla coltivazione nella regione Toscana escluso Aleatico max 50 %. |
| titolo alcolometrico minimo    | 11,00 % vol. |
| acidità totale minima          | 5,0 g/l. |
| estratto secco minimo          | 20,00 g/l |
| resa massima di uva per ettaro | 110 q. |
| resa massima di uva in vino    | 70 % |

#### Caratteri organolettici
- Aspetto: rosso rubino;[8]
- Olfatto: vinoso, caratteristico;[8]
- Gusto: armonico, secco, tannico.[8]

#### Abbinamenti consigliati
Primi piatti a base di carne, carne arrosto o alla griglia, formaggi di media stagionatura.

### Capalbio rosso riserva
| uvaggio                        | Sangiovese min 50 % Vitigni a bacca nera idonei alla coltivazione nella regione Toscana escluso Aleatico max 50 %. |
| titolo alcolometrico minimo    | 12,00 % vol. |
| acidità totale minima          | 5,0 g/l. |
| estratto secco minimo          | 22,00 g/l |
| resa massima di uva per ettaro | 110 q. |
| resa massima di uva in vino    | 70 % |

#### Caratteri organolettici
- Aspetto: rosso rubino, rosso rubino con riflessi granati;[9]
- Olfatto: ampio, vinoso;[9]
- Gusto: armonico, secco, sapido, tannico.[9]

#### Abbinamenti consigliati
Carne arrosto o alla griglia, selvaggina, formaggi stagionati.

### Capalbio cabernet sauvignon
| uvaggio                        | Cabernet Sauvignon min 85 % Vitigni a bacca bianca idonei alla coltivazione nella regione Toscana escluso Moscato bianco max 15 %. |
| titolo alcolometrico minimo    | 11,00 % vol. |
| acidità totale minima          | 5,0 g/l. |
| estratto secco minimo          | 22,00 g/l |
| resa massima di uva per ettaro | 110 q. |
| resa massima di uva in vino    | 70 % |

#### Caratteri organolettici
- Aspetto: rosso rubino;[10]
- Olfatto: vinoso, speziato;[10]
- Gusto: corposo, secco, sapido, tannico.[10]

#### Abbinamenti consigliati
Primi piatti a base di carne, Portate di carne arrosto o alla griglia, Formaggi di media stagionatura

### Capalbio Sangiovese
| uvaggio                        | Sangiovese min 85% Vitigni a bacca bianca idonei alla coltivazione nella regione Toscana escluso Moscato bianco max 15 %. |
| titolo alcolometrico minimo    | 12,00 % vol. |
| acidità totale minima          | 5,0 g/l. |
| estratto secco minimo          | 22,00 g/l |
| resa massima di uva per ettaro | 110 q. |
| resa massima di uva in vino    | 70 % |

#### Caratteri organolettici
- Aspetto: rosso rubino;[11]
- Olfatto: ampio, vinoso;[11]
- Gusto: corposo, secco, tannico.[11]

#### Abbinamenti consigliati
Primi piatti a base di carne, carne arrosto o alla griglia, formaggi di media stagionatura.